# Ryoji Kuribayashi
Ryoji Kuribayashi (Aisai, 9 de julho de 1996) é um jogador de beisebol japonês, que joga na posição de arremessador (pitcher).

## Carreira
Kuribayashi compôs o elenco da Seleção Japonesa de Beisebol nos Jogos Olímpicos de Verão de 2020 em Tóquio, onde conquistou a medalha de ouro após derrotar a equipe dos Estados Unidos na final da competição por 2–0.